# 金帶藍子魚
金帶藍子魚為輻鰭魚綱鱸形目刺尾魚亞目藍子魚科的其中一種，分布於西印度洋區，包括紅海、東非等海域，棲息深度可達30公尺，本魚體呈橢圓形且側扁，身體橫向壓縮，標準長度為最大體深的2.7-3.4倍，上體灰色，綠色或褐色，下體銀色;虹膜虹彩銀或金色，棘細長有毒，背鰭硬棘13枚，背鰭軟條10枚，臀鰭硬棘7枚，臀鰭軟條9枚，脊椎骨23枚，體長可達27公分，棲息在藻類生長的沙石淺水域，成群活動，以藻類為食，可作為食用魚。

## 擴展閱讀
維基物種上的相關：金帶藍子魚